# Saperda submersa
Saperda submersa es una especie extinta de escarabajo longicornio del género Saperda, tribu Saperdini, subfamilia  Lamiinae. Fue descrita científicamente por Cockerell en 1908.

## Descripción
Su cuerpo medía aproximadamente 22,0x7,5 milímetros.

## Distribución
Se distribuía por América del Norte.